# Lavar platos

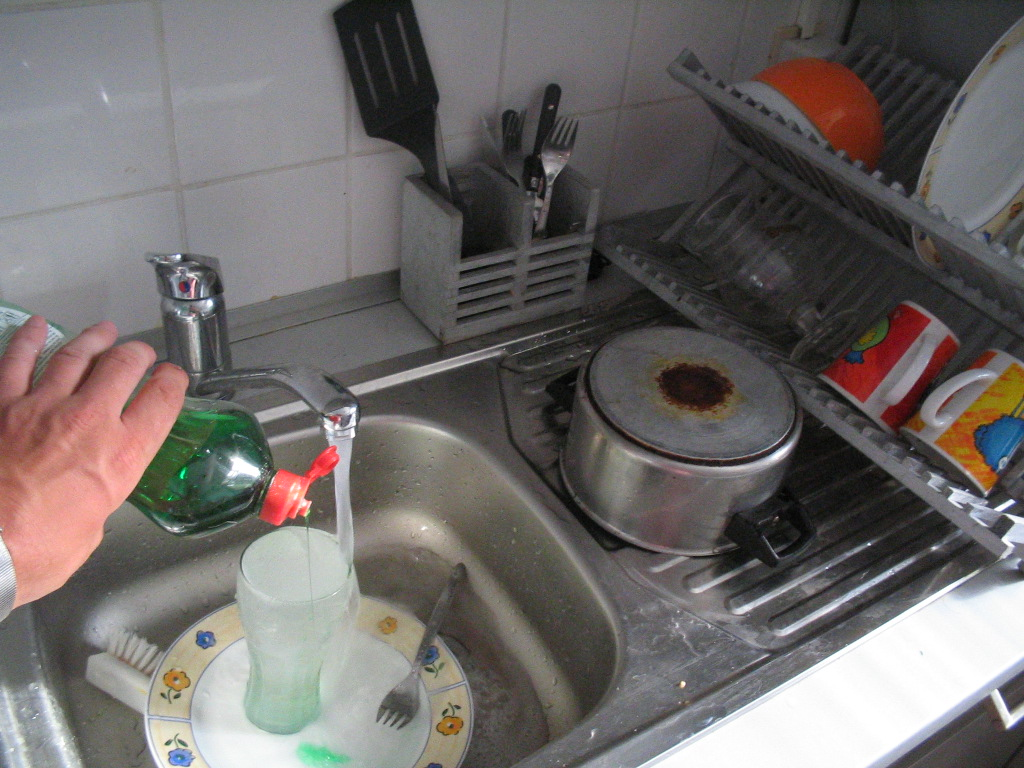
Uso de un líquido lavavajillas, con la vajilla sucia dentro.

Las expresiones lavar platos, lavar los platos o fregar los platos son metonimias de uso coloquial muy común con las que realmente se alude a la acción de limpiar la totalidad de la vajilla, tras su uso para cocinar o comer.
La vajilla puede ser lavada a mano (habitualmente con la ayuda de un líquido lavavajillas), o a máquina en el lavaplatos o lavavajillas (un electrodoméstico en el que se meten pastillas de detergente lavavajillas en polvo compactado).

## El lavavajillas

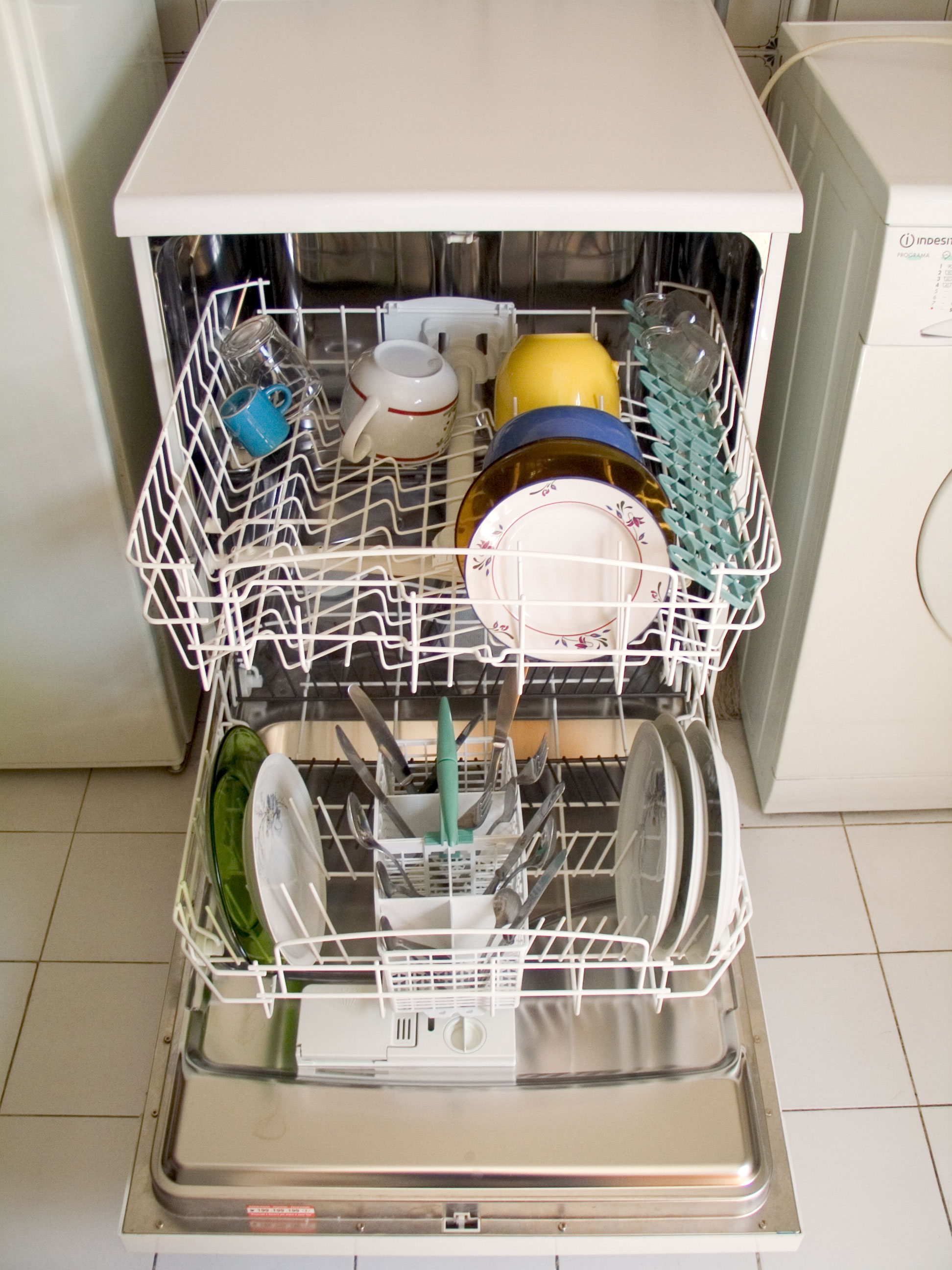
Lavavajillas

El lavavajillas es un electrodoméstico (en general con una puerta en la parte frontal) que hace automáticamente todo el proceso de lavar los platos, desde la limpieza con jabón hasta el aclarado y el secado (a base de aire caliente). Lavar platos a máquina presenta una serie de ventajas e inconvenientes respecto a hacerlo a mano. Las principales ventajas son la sencillez (a priori solo hay que meter los platos dentro del lavaplatos, si bien es conveniente un prelavado para desincrustar los restos más voluminosos) y el ahorro de agua (si el lavaplatos está lleno). Los inconvenientes son sobre todo la corrosión que provoca en ciertos objetos (especialmente de vidrio y metal) y el coste: la inversión inicial es muy superior, y después hay que comprar pastillas de jabón o detergente (generalmente más caras que el jabón habitual para lavar platos) y pagar la electricidad que gasta, además del agua. El ahorro de tiempo es un factor que depende de cómo se calcule: para un lavado de una sola comida (con un número pequeño de gente y utensilios utilizados), hacerlo a mano resulta mucho más rápido que esperar que se acabe el ciclo entero del lavaplatos. En cambio, si el lavaplatos está lleno y se lavan de golpe los platos correspondientes a las diversas comidas, el tiempo total utilizado es menor que la suma de los lavados individuales a mano que hubieran hecho falta para hacerlo justo después de cada comida.

## A mano

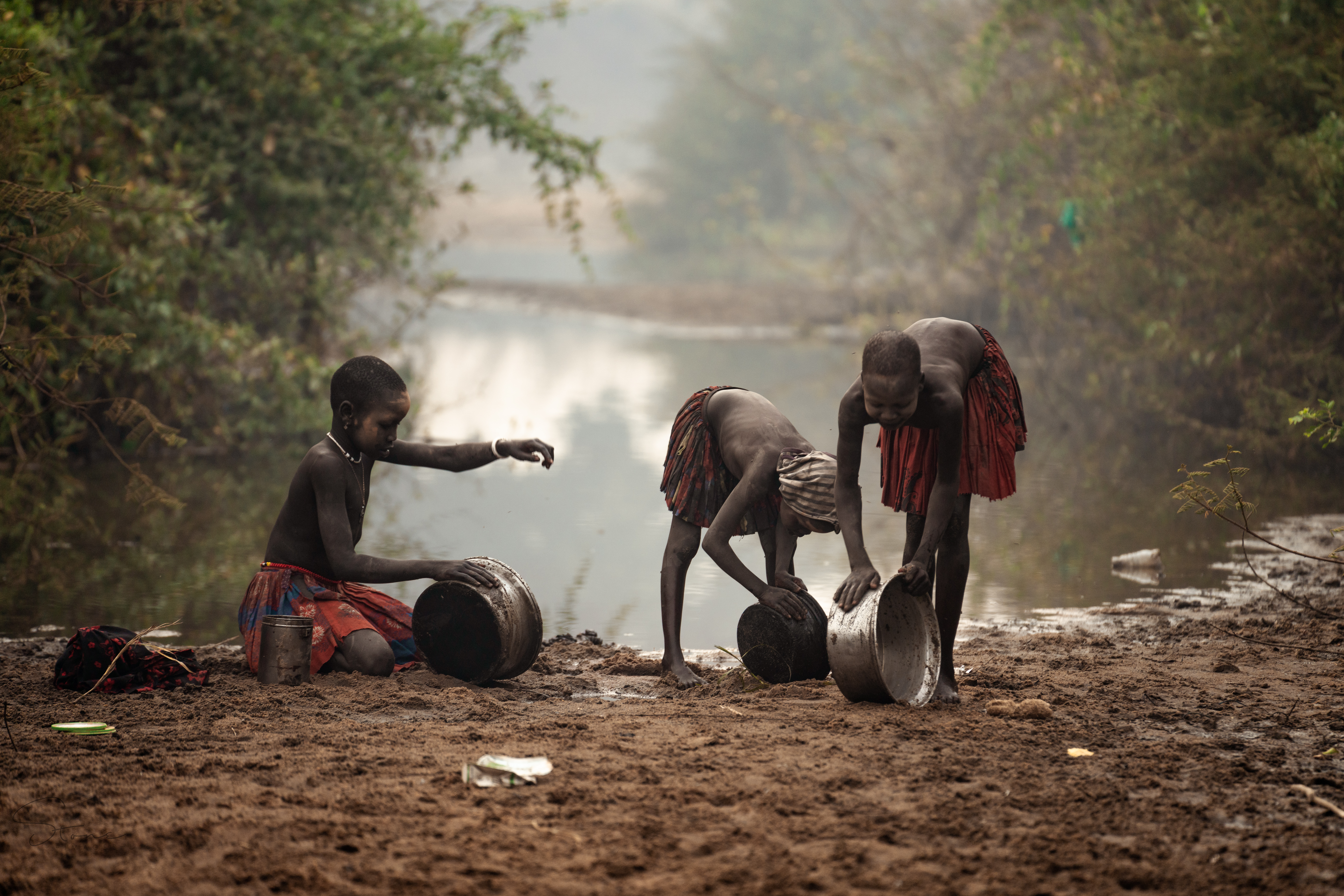
Niñas de Sudán del Sur limpiando marmitas con arena

No hay ningún procedimiento estandarizado para lavar platos a mano, y, como en muchas otras facetas culturales, la manera de hacerlo varía de país en país, de familia en familia y de persona en persona.
La secuencia de acciones más extendida consistiría en eliminar primero los mayores restos de comida tirándolos a la basura o al fregadero, o bien guardándolos para más adelante en recipientes adecuados, así como vaciar las copas y los vasos, llenar el fregadero de agua y jabón, meter los utensilios y fregarlos con el estropajo, dejarlos en el otro fregadero (si hay dos) donde después se enjuagan, y finalmente, dejarlos secar en un escurreplatos. Si la suciedad está muy incrustada, el procedimiento habitual es dejar los utensilios en remojo dentro del agua con jabón.
Una estrategia bastante popular consiste en limpiar primero lo que está menos sucio y continuar con cosas gradualmente más sucias. Así se evita que las sartenes más grasientas ensucien el agua antes, por ejemplo, de lavar vasos donde solo se ha bebido agua.
Se suelen utilizar guantes de látex plástico, que además de proteger las manos permiten el uso de agua más caliente. Es preferible una temperatura alta del agua porque así la suciedad sale más fácilmente y al facilitar la evaporación la vajilla se seca antes. Resulta útil usar un delantal.

### Diferencias entre países
En bastantes países europeos es habitual lavar los platos dentro de un barreño que se coloca dentro del fregadero. Hay razones históricas para este modo de proceder: durante mucho tiempo el fregadero era la única fuente de agua que había en la casa, de manera que su uso no estaba limitado a lavar platos, también se lavaba ropa, y hasta se evacuaba por allí el agua que se había usado para fregar el suelo, por lo que higiénicamente tenía sentido el no meter allí los platos. Los fregaderos eran en general muy grandes, y llenarlos enteros era una acción muy cara en un tiempo donde el agua caliente era un verdadero lujo: el barreño podía tener un tamaño más adecuado. Finalmente, el espacio entre el barreño y el fregadero permite el vertido de líquidos que hayan permanecido en vasos o copas.
Un ejemplo de las diferencias entre países es, por ejemplo, que en el sur de Europa es habitual dejar que los platos se sequen solos, mientras que en el norte se suele utilizar un trapo para secarlos y meterlos inmediatamente en el armario. En algunos hogares de los Países Bajos, Alemania e Inglaterra, una vez que los platos han sido enjabonados y fregados, se secan directamente, es decir, que no se aclaran.
El elemento utilizado para fregar también varía. En España es más habitual usar un estropajo (de fibras sintéticas para la suciedad estándar, de fibras metálicas para la más incrustada); en otros lugares del mundo, como Finlandia por ejemplo, prevalecen los cepillos de lavar.
En países como Suecia, se suelen limpiar los restos de comida que han quedado en el fondo del fregadero, con un utensilio diseñado para tal fin, una pala parecida a un abanico con pequeños agujeros (como en un rallador de queso).

## Aspectos culturales y sociales
Según una tradición prácticamente perdida, lavar los platos era un método de pago alternativo en el caso de que en una casa de comidas, figón o restaurante no se tuviera el suficiente dinero para pagar la comida consumida. En ciertas familias es una de las tareas del hogar que se encomienda a los más jóvenes, a veces como castigo o como actividades para los más pequeños para su desarrollo. Sociológicamente, lavar platos puede emplearse como un rato ameno de colaboración y compañerismo entre los miembros del hogar, o un paréntesis durante el cual lo repetitivo de la tarea permite una momentánea evasión mental del estrés cotidiano.